# Backhaus Schulstraße

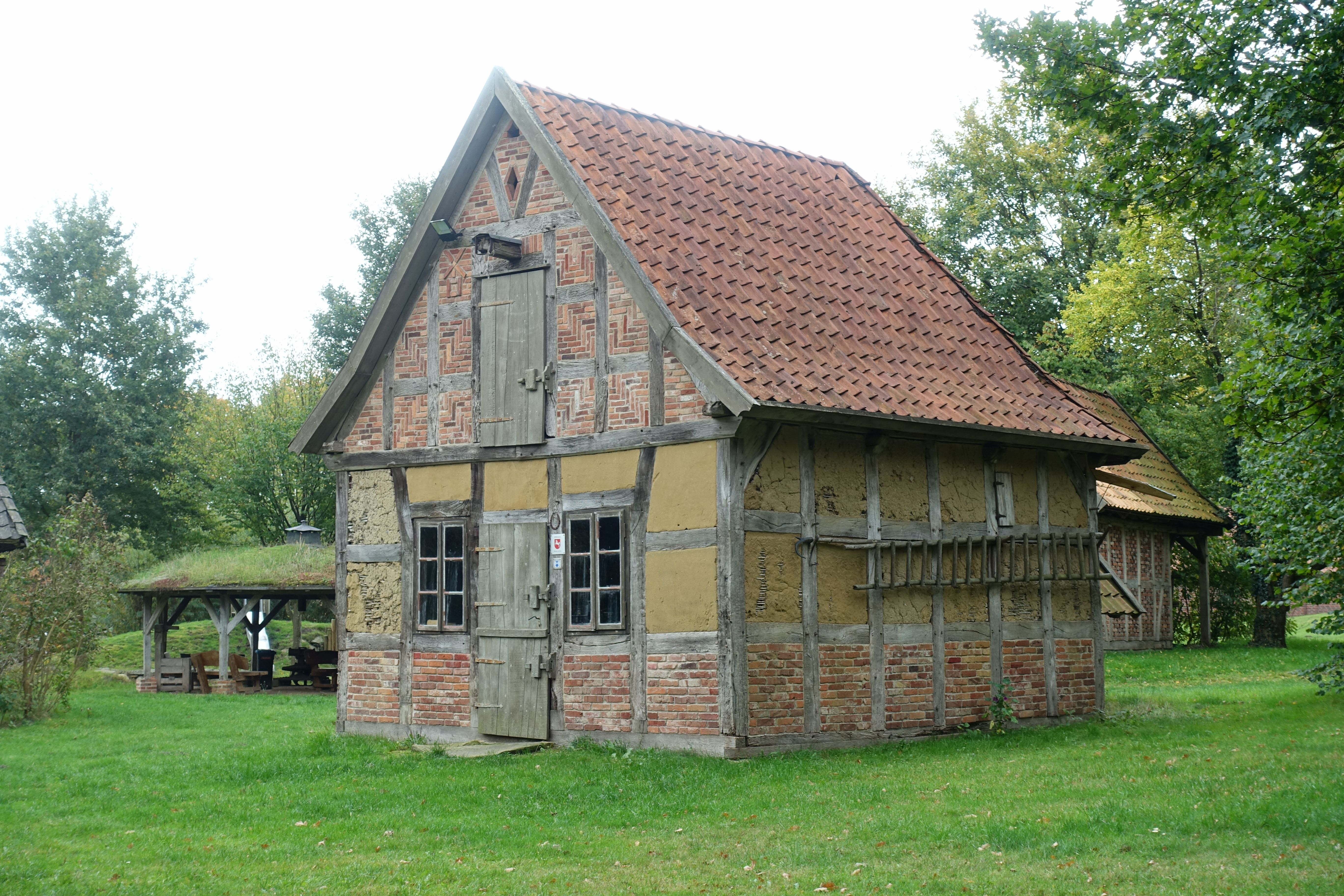
Nord- und Westfassade (2022)

Das Backhaus Schulstraße (Dorfplatz) in der niedersächsischen Gemeinde Gyhum, Ortsteil Hesedorf, wurde am Anfang des 19. Jahrhunderts gebaut. Aktuell (2025) wird es museal genutzt.
Das Gebäude steht unter Denkmalschutz (siehe auch Liste der Baudenkmale in Gyhum).

## Geschichte und Beschreibung
Hesedorf wurde 1384 erstmals urkundlich erwähnt und gehörte zur Börde Gyhum in der heutigen Samtgemeinde Zeven im Landkreis Rotenburg (Wümme).
Das eingeschossige, traufständige Backhaus in Fachwerk mit Stein- und Lehmausfachungen, ziegelgedecktem Satteldach (Südseite mit Walm) und Ladeluke mit Ladebaum wurde um 1810 (dendrologische Untersuchung) auf dem Holsten-Hof gebaut. 1945 brannte das Haupthaus des Holsten-Hofes ab. Aus den Trümmersteinen des Hauses wurde das Backhaus um die anderthalbfache Länge vergrößert, damit die Bauernfamilie vorübergehend eine Wohnung hatte. Danach wurde das Haus als Hühnerstall genutzt. Die Eigentümer schenkten das Gebäude dem Verein zur Dorf- und Heimatpflege von Hesedorf, der es 1999 als Schauobjekt zum Dorfplatz versetzte. Aus dem Recyclinghandel konnte der Verein einen Backhausgiebel aus der Nähe von Verden erwerben und damit das Gebäude ergänzen. Er entspricht dem verlorengegangenen ehemaligen Giebel.
Das Landesdenkmalamt befand u. a.: „… orts- und wirtschaftsgeschichtlichen sowie gebäudetypischen Zeugniswert ….“